# Chersotis subdissoluta
Chersotis subdissoluta là một loài bướm đêm trong họ Noctuidae.